# Олександр Корнійчук (монета)
«Олекса́ндр Корнійчу́к» — ювілейна монета номіналом 2 гривні, випущена Національним банком України. Присвячена 100-річчю від дня народження українського письменника-драматурга, кіносценаріста, діяча міжнародного руху прихильників миру, члена Всесвітньої ради миру — Олександра Євдокимовича Корнійчука, який народився на Київщині. Драматургія Корнійчука справила вплив на розвиток театрального мистецтва.
Монету введено в обіг 1 червня 2005 року. Вона належить до серії «Видатні особистості України».

## Опис та характеристики монети
| Номінал грн. | Метал      | Маса, грам | Діаметр, мм. | Якість виготовлення | Гурт     | Тираж, штук |
| ------------ | ---------- | ---------- | ------------ | ------------------- | -------- | ----------- |
| 2            | нейзильбер | 12,8       | 31           | анциркулейтед       | рифлений | 20 000      |

### Аверс
На аверсі монети ліворуч на тлі стилізованих аркушів зображено театральні маски — символи драматургії, під ними — стилізоване перо та логотип Монетного двору Національного банку України, угорі праворуч розміщено малий Державний Герб України, під ним написи у три рядки «УКРАЇНА/ 2/ГРИВНІ/ 2005».

### Реверс
На реверсі монети на тлі стилізованих аркушів розміщено портрет Корнійчука (ліворуч), праворуч від нього у два рядки роки життя — 1905—1972 та півколом розміщено напис ОЛЕКСАНДР КОРНІЙЧУК.

## Автори

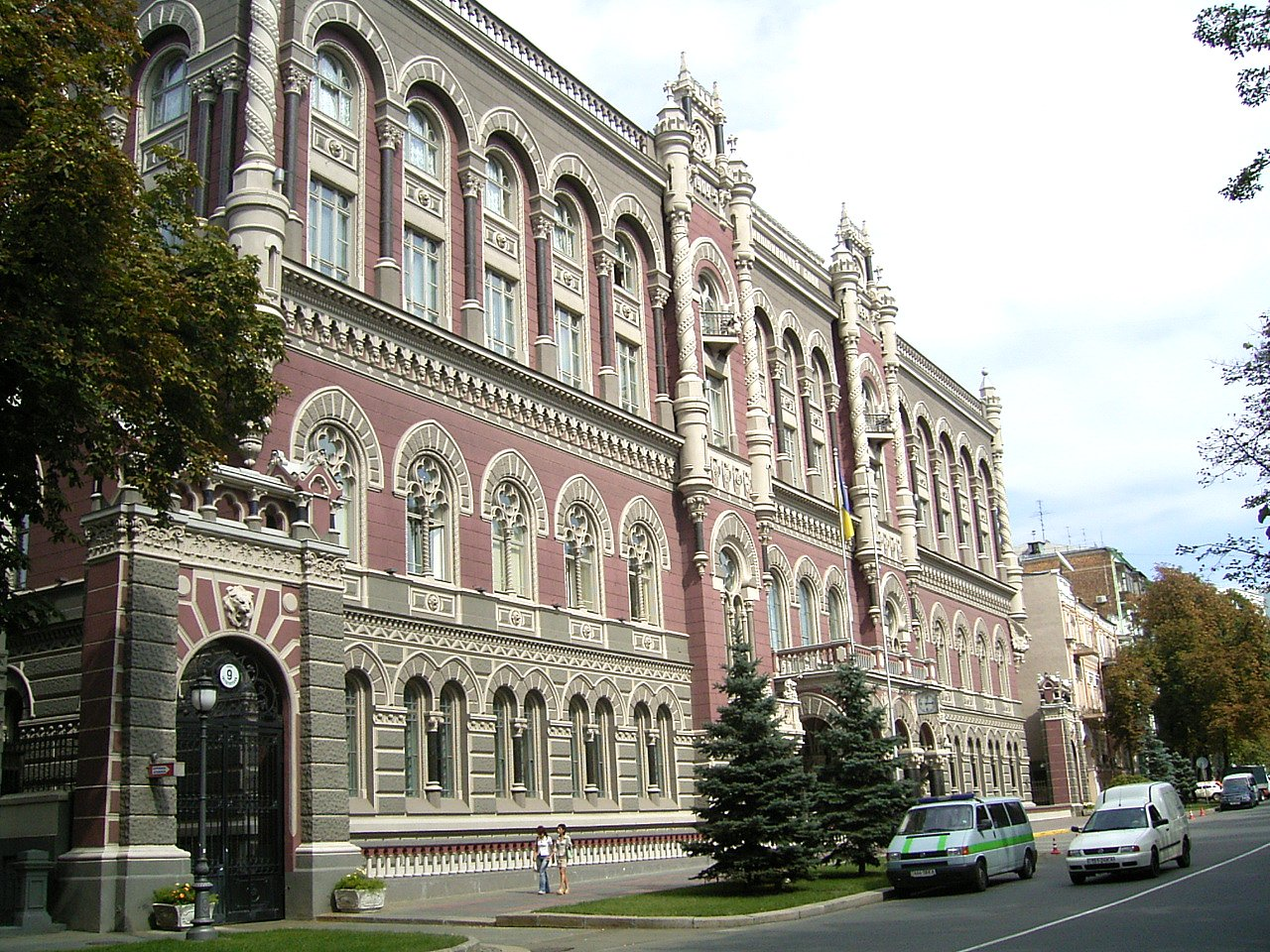
Будівля Національного банку України

- Художники: Таран Володимир, Харук Олександр, Харук Сергій.
- Скульптори: Атаманчук Володимир, Дем'яненко Володимир.

## Вартість монети
Ціна монети — 15 гривень, була зазначена на сайті Національного банку України 2011 року.
Фактична приблизна вартість монети з роками змінювалася так:
| Рік        | 2010 | 2011 | 2012 | 2013 | 2014 | 2015 | 2016 | 2017 | 2018 | 2019 | 2020 | 2021 | 2022 | 2023 | 2024 | 2025 |
| ---------- | ---- | ---- | ---- | ---- | ---- | ---- | ---- | ---- | ---- | ---- | ---- | ---- | ---- | ---- | ---- | ---- |
| Ціна, грн. | 25   | 35   | 35   | 35   | 40   | 60   | 110  | 240  | 200  | 190  | 190  | 170  | 175  | 190  | 300  | 530  |